# Landwehrkanal of De geschiedenis van Lausitzer
Landwehrkanal of De geschiedenis van Lausitzer is een hoorspel van Günter Bruno Fuchs. Landwehrkanal oder Die Geschichte vom Lausitzer werd op 12 juni 1968 door de Südwestfunk uitgezonden. Maurits Mok vertaalde het en de NCRV zond het uit op zondag 1 april 1973. De regisseur was Ab van Eyk. Het hoorspel duurde 41 minuten.

## Rolbezetting
- Bob Verstraete (Lausitzer)
- Hans Karsenbarg (Pellmann)
- Willy Ruys (Kurt Pagel)
- Tine Medema (portierster)
- Corry van der Linden (Hilde Kohlnetz)

## Inhoud
Twee landlopers in de buurt van de Kreuzberg en het Landwehrkanal op jacht naar enkele centen, naar een bord warme soep, naar een onderkomen - dat zijn de schijnbaar onschuldige feiten van dit spel. De auteur tracht echter sympathie te wekken voor de humor, voor de door bittere ervaring opgedane mensenkennis van zijn beide Berlijnse originelen en toont daarmee aan dat de tot op heden door de maatschappij vergetenen ten onrechte vergeten zijn…